# Pallurikio
Pallurikio è un videogioco a piattaforme sviluppato dal team italiano Playtos Entertainment, pubblicato l'11 dicembre 2009 e disponibile per Wii su WiiWare o su PlayStation Store nei minis per PlayStation Portable, PlayStation 3 e PlayStation Vita; su queste ultime piattaforme è stato pubblicato il 15 giugno 2010.

## Trama
Pallurikio è il nome di una palla che il giocatore dovrà, con i controlli direzionali, far saltare per superare ed evitare ostacoli. Questa è la forma assunta da Rusty, un ragazzo che viene risucchiato in un mondo parallelo giocando a un misterioso gioco da tavola con gli amici. Per tornare a casa dovrà, nella sua nuova forma, trovare l'uscita di questo mondo e quindi superare tutti i livelli.

## Modalità di gioco
Ci sono circa 50 stage in stile platform, ognuna con le sue peculiarità; in generale ogni mappa ha un tracciato che porta dal punto di partenza all'uscita del livello, con degli ostacoli peculiari che possono essere rappresentati da oggetti mobili o statici, che fanno scoppiare la palla; un altro tipo di ostacolo è il tracciato stesso che può spostarsi o frantumarsi.
I comandi sono di direzionamento della palla e tasto premuto per imprimere potenza; si può saltare anche a mezz'aria, potendo così variare il tipo di acrobazia che si è in grado di effettuare.
Il giocatore dovrà quindi coordinare i salti tra gli ostacoli.

## Accoglienza
| Testata                          | Versione | Giudizio |
| -------------------------------- | -------- | -------- |
| Metacritic (media al 28/09/2020) | Wii      | 60/100   |
| IGN                              | Wii      | 60/100   |
| Destructoid                      | Wii      | 50/100   |

Il gioco ha ricevuto valutazioni medio-basse e recensioni prevalentemente negative da parte della critica e dei revisori.
Destructoid, che ha recensito la versione per Nintendo Wii, lo definisce come un gioco "non proprio male, ma neanche troppo buono", sostenendo che sarebbe migliore se giocato da personal computer.